# Рись Сергій Миколайович
Рись Сергій Миколайович (нар. 13 липня 1958, Київ) — народний депутат України III скликання.

## Біографія
Народився 13 липня 1958 року в місті Київ. Українець.

## Освіта
1975 - 1981 рр. -  навчався в Київському політехнічному інституті, інженер — електрик. 
1997 році - закінчив Вищу банківську школу Міжнародного центру ринкових відносин та підприємництва, економіст, менеджер банківської справи, «Фінанси і кредит».

## Кар`єра
- 1981 - 1991 рр. -  інженер, старший інженер, м.н.п., Ін-т електрозварювання ім. Є. Патона АНУ.
- 1991 - 1993 рр. -  директор, МП «Мегасервіс»; радник з економічних питань, АТ «Мегасервіс».
- Листопад 1993 року —  президент, підприємство з іноземними інвестиціями «Шелтон».
- 1996 року — голова ради акціонерів (президент), АТ «Укрінбанк». АТ «Укрінбанк», голова спостережної ради.

Березень 1998 року по  квітень 2002 року - Народний депутат України 3 скликання. від ПЗУ, № 8 в списку. На час виборів —  президент фірми «Шелтон», голова ради АТ «Укрінбанк». Член ПЗУ. 
Голова підкомітету з питань макроекономічних показників, внутрішнього та зовнішнього боргів, інвестицій та дефіциту бюджету Комітету з питань бюджету з липня 1998 року, уповноважений представник фракції ПЗУ з  травня 1998 року.